# Branson (Valais)
Pour les articles homonymes, voir Branson.
Branson est un village valaisan de la commune de Fully, dans le district de Martigny. Il fait partie de l'Inventaire fédéral des sites construits d'importance nationale à protéger en Suisse, notamment pour le caractère historique de ses mazots et la préservation de la structure d'origine du site. 
Site viticole depuis l'époque romaine, il n'est habité en continu que depuis la fin du XXe siècle. 
Il est également connu pour sa chapelle de style gothique datant du milieu du XVIIIe siècle ainsi que pour son site d'escalade qui contient les premières voies d'escalade en bloc cotées 8B et 8B+, ouvertes par le grimpeur suisse Fred Nicole.

## Géographie
Situé en Valais dans le coude du Rhône, Branson est situé sur un coteau escarpé jouissant d'un microclimat de type méditerranéen. Son important ensoleillement favorise la culture de la vigne.
Jusqu'à l'endiguement du Rhône au XIXe siècle, le bas du site était régulièrement inondé.

## Toponyme
Le nom « Branson » viendrait soit du latin « brachium » (contreforts d'une chaîne de montagne), soit du latin populaire « bruscia » (broussailles, bouquets d'arbres).

## Histoire
Les plus anciennes traces d'occupation humaine du site de Branson remontent au début du bronze moyen (16e siècle avant notre ère) et plus généralement à la période préhistorique. En 1901, 22 tombes sont exhumées au lieu-dit du Carroz sur Branson, qui selon les sources peuvent dater de la période préhistorique ou burgonde.
Les Romains installent un poste militaire sur l'éperon rocheux des Follatères, d'importance stratégique.
La vigne est cultivée à Branson à partir de l'époque romaine. Cette activité progresse vers la fin du Moyen-Âge grâce aux libertés commerciales progressivement acquises par les populations du Val d'Entremont et du Val de Bagnes, qui leur permettent de commercialiser leur production.
Durant tout le Moyen Âge, la salterie de Branson, chargée notamment du pont sur le Rhône, est rattachée à la châtellerie de Saillon, sous domination savoyarde, puis à partir de 1475 au gouvernement de Saint-Maurice, à la suite de la conquête haut-valaisanne,.
Le village aurait été détruit par un glissement rocheux au XIVe siècle, puis reconstruit à son emplacement actuel.
En 1867, Branson est frappé par une épidémie de choléra.
Le 31 décembre 1888, un incendie détruit un quart du village.
Jusqu'au début du XXe siècle, le village n'est occupé que de manière saisonnière pour les besoins de la culture de la vigne par les populations nomades venues d'Orsières, Sembrancher, Vollèges ou du Levron,.
La première école est ouverte après la Seconde Guerre mondiale, lorsque le village commence à être habité de façon permanente.

## Population et société

### Gentilé
Les habitants du village se nomment les Bransoniards.

### Manifestations culturelles et festivités
Chaque année, durant le premier samedi du mois de février, le village de Branson organise une fête en l'honneur de saint Ours, son saint patron. Le village est alors décoré notamment par les enfants, et des chorales, des petits carnotzets et un bal populaire se déroulent durant la journée.
Branson célèbre également chaque année la féerie de Noël et Carnaval.

### Escalade
À proximité du village de Branson se situe un site d'escalade réputé pour ses voies d'escalade en bloc. Fred Nicole y a fait la première ascension en 1992 de La danse des Balrogs, le premier bloc au monde coté 8B,, puis en 1995 de Radja, le premier 8B+ au monde,.

## Culture et patrimoine

### Lieux et monuments

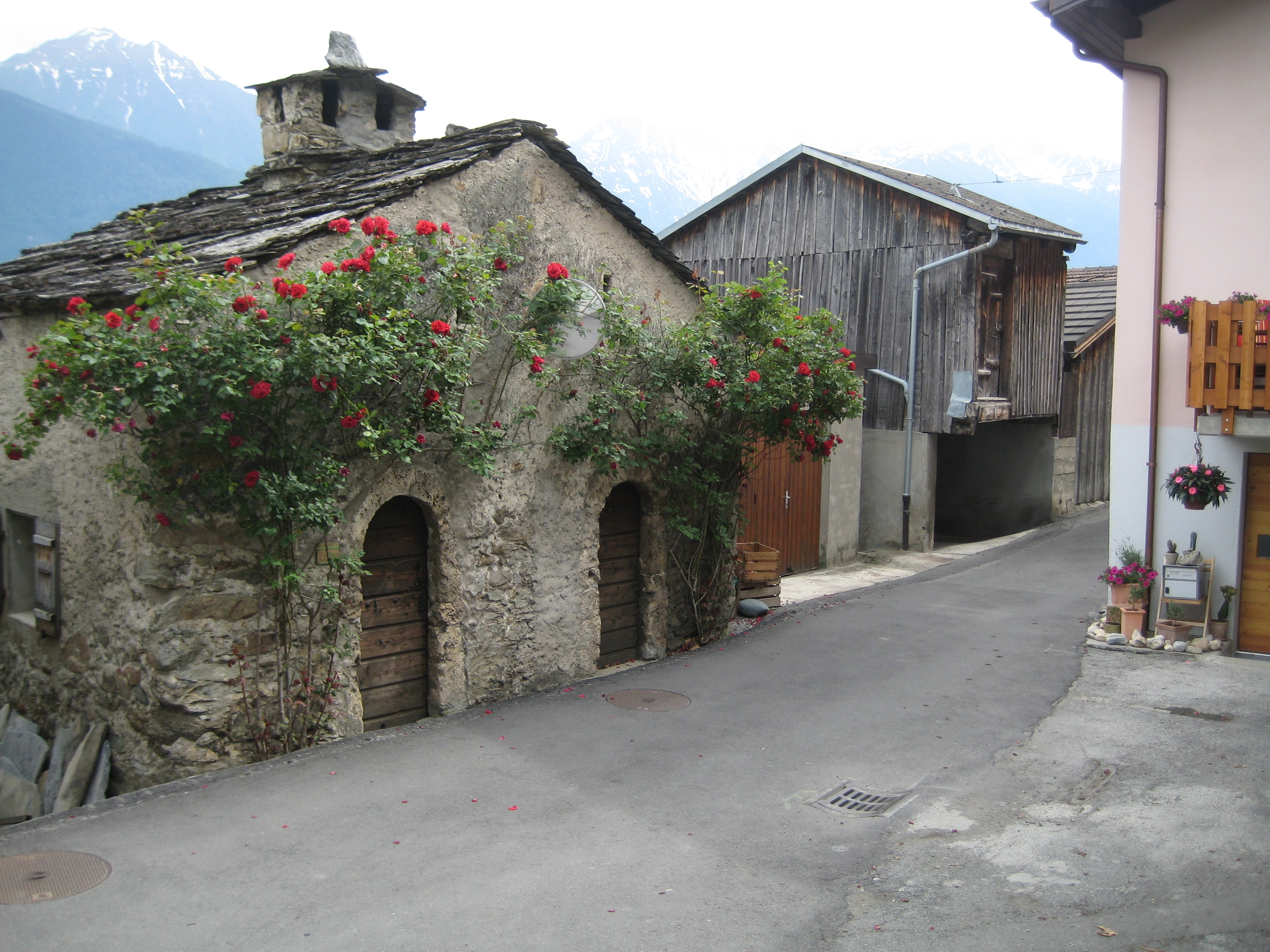
Bâtiment au cœur de Branson.

Le village est réputé pour son architecture historique conservée et ses mazots en boulets de petite taille couverts de dalles de pierre. C'est pour la préservation de ses caractéristiques architecturales et urbanistiques typiques, ainsi que pour celles du vignoble attenant, que le village de Branson fait partie de l'Inventaire fédéral des sites construits d'importance nationale à protéger en Suisse. 
La chapelle baroque Notre-Dame de la Compassion, également consacrée à saint Ours, est également mentionnée dans l'inventaire. Construite au milieu du XVIIIe siècle, elle contient un retable en bois sculpté polychrome du XVIIe siècle. Ses vitraux ont été réalisés au XXe siècle par l'artiste valaisan Edmond Bille. 

### Patrimoine naturel
Le village est attenant à la réserve naturelle des Follatères.
En 2008, une île artificielle est créée sur le canal de Fully-Saillon dans le cadre de la construction du nouveau pont sur le Rhône, afin de restituer l'aspect de la plaine avant l'endiguement du Rhône.

### Personnalités liées à la localité
Après l'arrestation du faux-monnayeur Farinet à Martigny en 1871, ses complices Louis Luisier et François Frachebourg cachent la presse et les coins servant à faire de la fausse monnaie chez les frères de Luisier à Branson. Ce matériel est finalement repêché le 21 mars 1871 dans le Rhône, sous le pont de Branson. En 1876, après une de ses évasions, Farinet séjourne au Mayen-Loton, au-dessus du village de Branson, dans une grotte appelée « planche des fayes » ou « barma des fayes » où il installe ses outils pour travailler à l'abri des gendarmes,.
Le peintre et vitrailliste suisse Edmond Bille est l'auteur des vitraux de la chapelle Notre-Dame de la Compassion, réalisés entre 1932 et 1937.
Le grimpeur professionnel suisse Fred Nicole a inauguré deux voies du site d'escalade de Branson, La danse des Balrogs (8B, 1992) et Radja (8B+, 1995).
Le chœur mixte local Les Follatères (anciennement "L'Echo des Follatères") s'est produit en janvier 2015 au Carnegie Hall de New York après avoir été repéré sur Youtube,,. Ils ont ensuite renouvelé cette collaboration avec Karl Jenkins en janvier 2019.